# 作半
作半（さくはん）とは、刈分小作の一種で、あらかじめ約定された作料によらず、実際の収穫物を領主もしくは地主と作人（耕作者）の間で分割した田地。分割の際に発生した作料を指す場合もある。通常は折半にて分割された。

## 概要
平安時代にこれまでの佃に代わって登場した農地の経営手段とされ、地域によって五分け・作り分け・山分け・半作などの別称を有していた。鎌倉時代に入り、水田の生産性が向上すると、耕作者は豊凶に関わらず分割される作半を嫌って、作料を約定するようになった。それでも質の悪い水田や焼畑など生産性の低い農地では中世を通じて作半が行われる場合があり、中には「刈分」「作分」などの呼称で江戸時代、更には昭和時代に入っても行われる地域があった。